# Бумеранг деца
Бумеранг деца су млади одраслог узраста који се враћају да живе са родитељима после периода независности, односно покушаја самосталног живота.